# The Collection (serie televisiva)
The Collection è una serie televisiva franco-britannica co-prodotta da Amazon Studios, BBC Worldwide, Lookout Point (che ha prodotto la serie della BBC Guerra e pace), Federation Entertainment e France Télévisions. È stata pubblicata nel Regno Unito il 2 settembre 2016 sul servizio on demand Amazon Video, mentre in Francia è stata trasmessa dal 29 dicembre 2016 sul canale France 3.
In Italia, la serie è stata pubblicata a giugno 2017 su Amazon Video.

## Trama
La serie è ambientata in una casa di moda di Parigi che emerge durante l'occupazione tedesca della Francia nella seconda guerra mondiale. L'azienda è capeggiata da due fratelli rivali, Paul e Claude Sabine.

## Episodi
| Stagione       | Episodi | Pubblicazione UK | Pubblicazione Italia |
| -------------- | ------- | ---------------- | -------------------- |
| Prima stagione | 8       | 2016             | 2017                 |

## Personaggi e interpreti
- Paul Sabine, interpretato da Richard Coyle, doppiato da Alessio Cigliano
- Claude Sabine, interpretato da Tom Riley, doppiato da Gianfranco Miranda
- Helen Sabine, interpretata da Mamie Gummer, doppiata da Francesca Fiorentini
- Yvette, interpretata da Frances de la Tour, doppiata da Vittoria Febbi
- Nina, interpretata da Jenna Thiam, doppiata da Eva Padoan
- Billy, interpretato da Max Deacon, doppiato da Alessio Nissolino
- Charlotte, interpretata da Alix Poisson
- Victor, interpretato da Alexandre Brasseur, doppiato da Andrea Lavagnino
- Marianne, interpretata da Irène Jacob
- Dominique, interpretata da Poppy Corby-Tuech, doppiata da Emanuela Damasio
- Juliette, interpretata da Bethan Mary James, doppiata da Perla Liberatori
- Marjorie Stutter, interpretata da Sarah Parish, doppiata da Cinzia De Carolis
- Jules Trouvier, interpretato da James Cosmo, doppiato da Gianni Giuliano
- Lemaire, interpretato da Michael Kitchen
- Bompard, interpretato da Allan Corduner, doppiato da Dario Penne
- Stanley Rossi, interpretato da Stanley Townsend, doppiato da Paolo Marchese
- Eliette, interpretata da Michelle Gomez